# Ion Chelcea
Ion Chelcea  (n. 1902 – d. 1991) a fost un etnograf, sociolog folclorist și muzeolog român, doctor în filosofie, întemeietor al Muzeului Etnografic al Moldovei (Iași), șef de secție la Muzeului Satului din București. Promotor al metodei mongrafice, Ion Chelcea a fost autorul unui număr impresionant de studii știinfice și a contribuit la organizarea și completarea fondurilor etnogarfice ale multor muzee din România. A fost unul dintre sociologii considerați incomozi, a căror operă a fost subestimată în perioada regimului comunist. Teoria sa despre fluxurile și refluxurile etnice este apreciată de specialiști ca fiind o viziune etnopolitică "înalt reprezentativă", alături de cea a lui Simion Mehedinți, de exemplu (Bădescu, Ilie, Dungaciu, Dan, Ion Chelcea. În I. Bădescu și M. Ungheanu (coord.). Enciclopedia valorilor reprimate (vol.I, pp. 478–486), București, 2000). Lucrările sale sunt citate în același context cu alte nume de referință în sociologia românească, precum  Sabin Manuilă, Anton Golopenția, Ion Conea, Gh. I. Brătianu, Nicolae Iorga ș.a.  (Ion Chelcea, Privire către noi înșine, ca popor, Pitești, 2002).  În opinia lui Paul H. Stahl, "Ion Chelcea face parte din generația de excepție care, între cele două  războaie mondiale, a adunat informații asupra vieții sociale din România cea mare; autentici patrioți care, cu adevărat, și-au iubit țara".

## Studii și educație
A făcut școala elementară și liceul în satul natal ([Boteni], [Muscel]) și, respectiv, la Brașov. A absolvit Universitatea din Cluj (1929-1934) și și-a luat licența în etnografie (Doctor în Etnografie) tot la [Universitatea din Cluj].

## Din activitatea profesorului Ion Chelcea
Deși născut pe plaiurile muntene, în satul Boteni, jud.Muscel și absolvent al Universității "Regele Ferdinand I" din Cluj(1932)-instituție unde va obține de altfel și titlul de doctor în etnografie și sociologie în anul 1939 - ion Chelcea își va manifesta apoi din plin calităîile de cercetător,dascăl și muzeograf în capitala Moldovei, la Iași, oraș pe care el însuși l-a denumit pe drept cuvânt"un document istoric de preț".Aici va pune bazele unor originale cercetări etnografice, dar mai ales va fonda Muzeul Etnografic al Moldovei și va fi primul titular al disciplinei de etnografie de la Universitate.Iată trei puncte de reper, poate cele mai importante, din viața acestui mare etnograf român.
1.Ion Chelcea, conferențial de etnografie la Universitatea din Iași
Prin„decretul-lege relativ la organizarea învățământului superior” din 23 mai 1942 ia ființă la facultatea de științe a universității iesene, conferința de etnografie, pe lângă catedra de Geografie generală umană a acestei facultați.nu trebuie uitat faptul că este pentru prima dată când se înființează o astfel de conferință la o facultate de științe din România.
În timpul celui de-al doilea război mondial, rector la Universitatea din Iași era geograful dr. M David(1886-1954),  care în acord cu eruditul profesor Gh.I.Nastase, au propus încă de la începutul anului 1942 înființarea unei conferințe de etnografie aici,Iași fiind -pe atunci- singurul centru universitar al țării lipsit de predare unei asemenea discipline. 
În data de 12 ianuarie 1943, consiliul profesoral al facultății de Științe din Iași, ia notă de hotărârea comisiei.Stabilindu-se aceasta,rectorul Universității prof. M. David solicită ministrului Culturii Naționale și al Cultelor cu adresa nr.287/26 ian. 1943 „numirea prin decret a domnului Dr.Ioan Chelcea ca, conferențiar definitiv la conferința de etnografie de pe lângă Facultatea noastră de Științe”, astfel că la 6 martie 1943, Chelcea proaspăt sosit la Iași, depune jurământul în fața rectorului și a preotului.
Lecția de deschidere a cursului de etnografie, conf. Chelcea a ținut-o pe 29 martie 1943,titlul ei fiind„Etnografie;obiect,concepție,metodă”, evidențiind că etnografia și-a luat sarcina „grea, dar frumoasă” de a studia viața popoarelor în forma lor particulară-specifică, după care apreciază că etnografia nu se folosește în studiile sale de o singură metodă ci de mai multe, după caz, evidențiind că, în timp ce etnologia studiază civilizația și legile de evoluție ale diferitelor popoare, etnografia „se ocupă de specificul etnic al unui popor”.

## Activitate didactică și științifică
A fost conferențiar de etnografie la Universitatea din Cluj, preparator-șef  lucrări la  Muzeul Etnografic din Cluj, pedagog, invățător (la Brașov și Lujerdiu), șef de cercetări etnografice în cadrul  Institutului Central de Statistică  din București, conferențiar la  Universitatea din Iași, director al Muzeului Etnografic al Moldovei (sub egida Univesității Al.I. Cuza din Iași) (1943),  lucrător al Muzeului Satului din București.
Ion Chelcea este autorul a peste 200 de titluri de lucrări publicate în cei peste 70 de ani activitate  științifică. Cea mai mare parte a operei sale a rămas însă în manuscris, nefiind publicată în timpul vieții autorului din cauza cenzurii comuniste.